# Харківське вище військове командно-інженерне училище

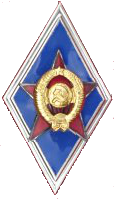
Нагрудний знак,
ЗС СРСР,
за закінчення військово-навчального закладу — вищих військових училищ та військових інститутів.

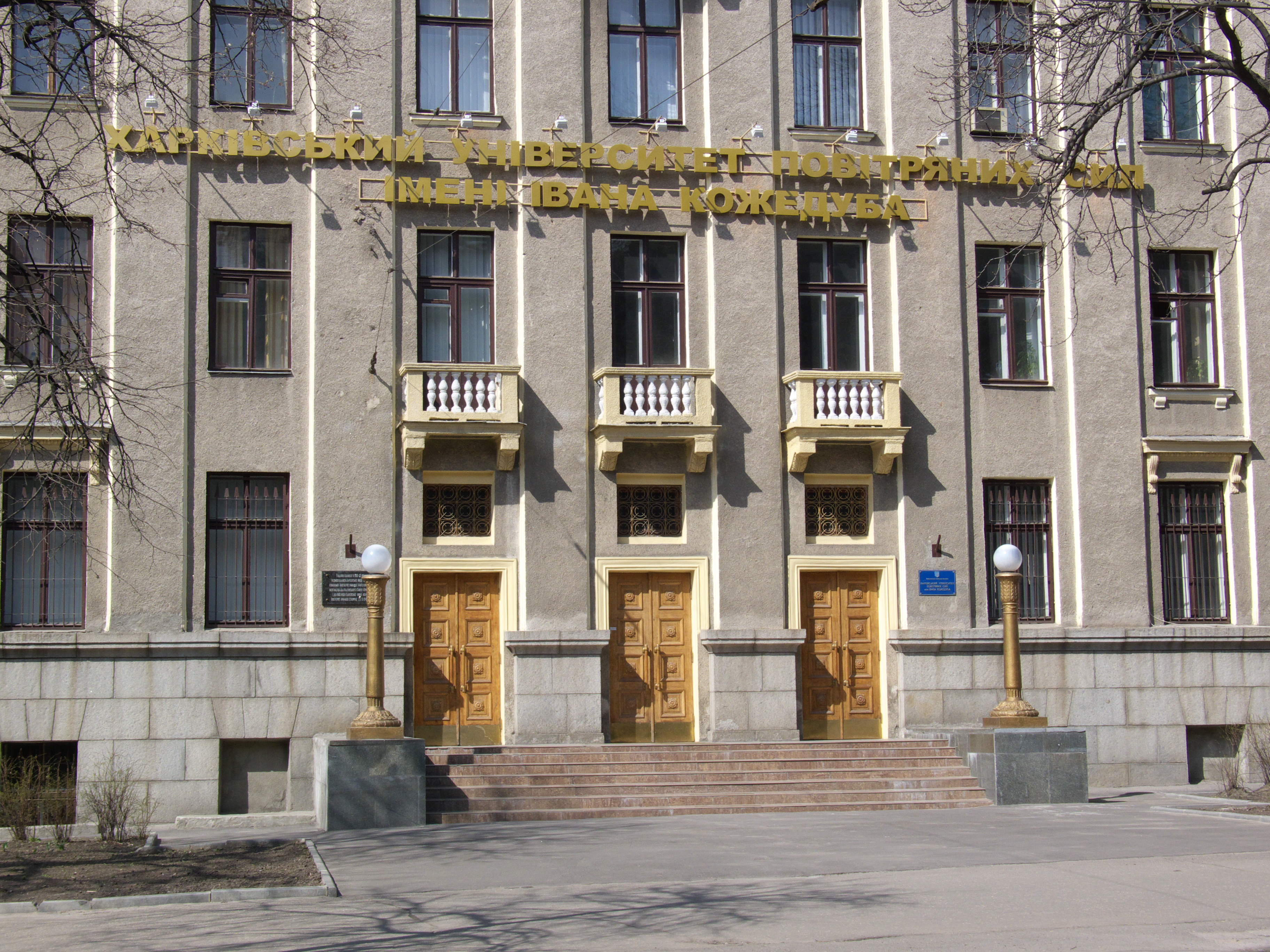
Центральний вхід з вул. Сумської

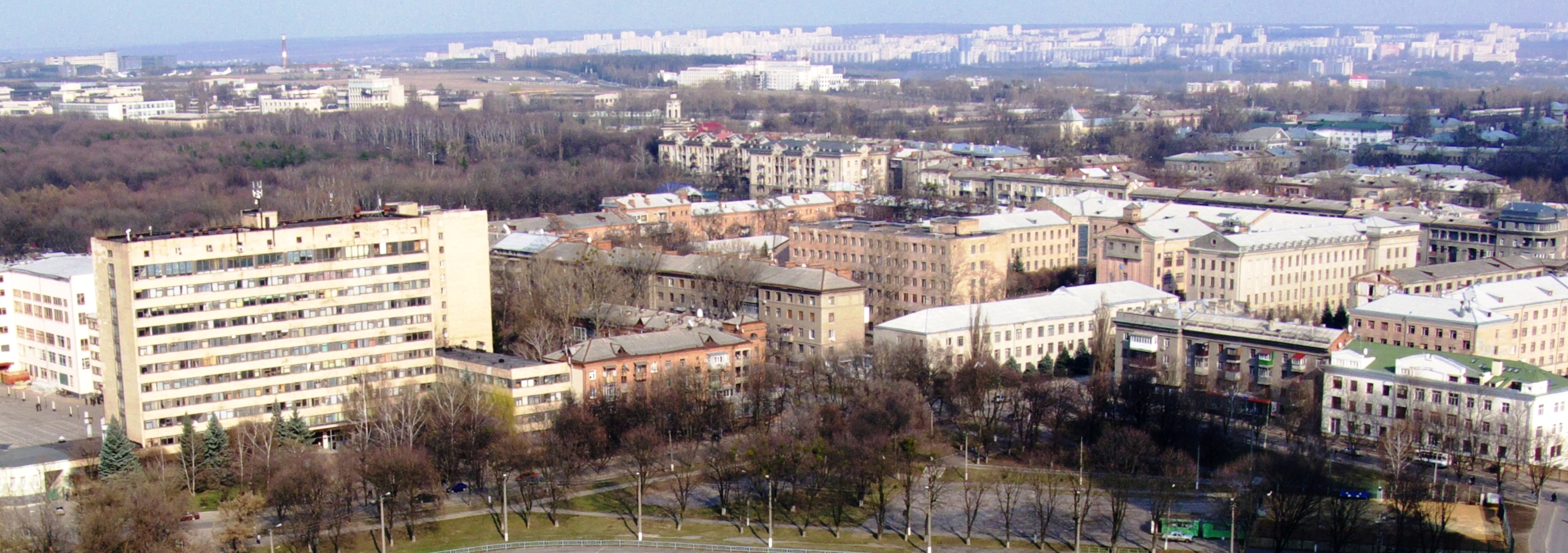
Старе «сталінське» містечко училища, займає квартал між вул. Динамівською та Весніна

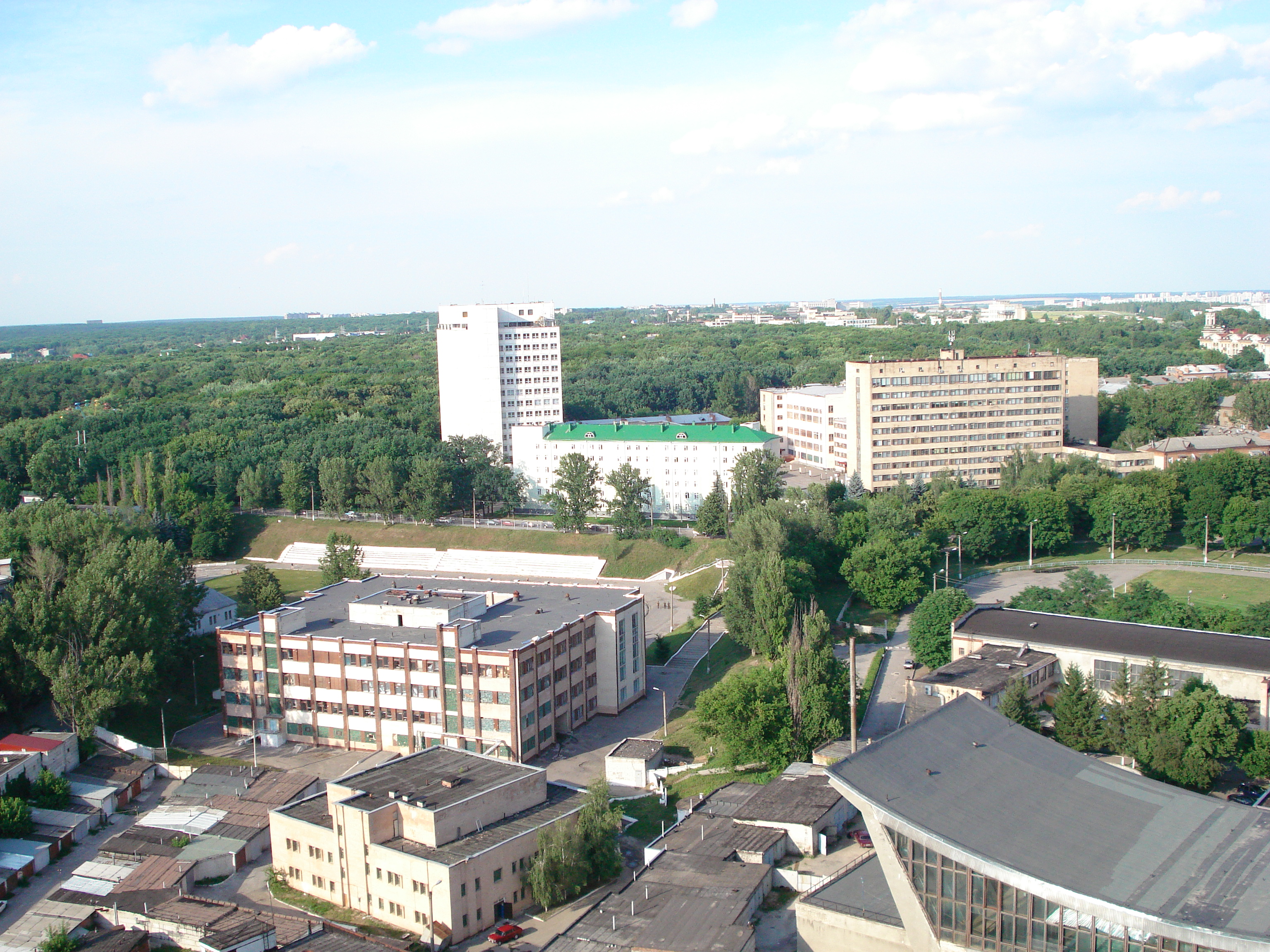
Два нових корпуси училища (зліва білий і жовтий довгий праворуч), стадіон ХВВКІУРВ «Зірка» (в яру) і Центральний парк

ХВВКІУ РВ — Харківське вище військове командно-інженерне училище ракетних військ імені Маршала Радянського Союзу Крилова М. І.

## Створення училища
25 лютого 1941 року, нарком оборони Маршал Радянського Союзу С. К. Тимошенко підписав Указ про створення до 1 липня того ж року, на базі Харківського технічного училища Цивільного Повітряного флоту — Харківського військового авіаційно-технічного училища. Відповідно, 25 лютого і стало офіційною датою створення училища.

## Харківське військове авіаційно-технічне училище
Формування військового училища випало на час, коли в світі вже тривала Друга світова війна. В СРСР більшість військових училищ було перепрофільовано для підготовки льотного та технічного складу ВПС. Не винятком стало й авіаційно-технічне училище, яке почало своє формування в м. Харкові. В результаті початку війни, нормального навчального процесу в училищі так і не було створено. Стрімкий наступ вермахту на території України поставив перед командуванням училища завдання в найкоротші терміни евакуювати училище. З 20 по 29 вересня 1941 року, курсантський, викладацький, а також комсклад і їх сім'ї були евакуйовані до м. Душанбе. Після прибуття до нового місця своєї дислокації, училище в швидкі терміни налагодило навчальний процес, і вже в жовтні 1941 року на фронт було відправлено понад 1000 авіатехніків. У 1944 році училище було повернуто до місця своєї постійної дислокації до м. Харкова. У зв'язку з повним руйнуванням міста, курсанти деякий час проживали в землянках, бліндажах і наметах. Надалі училище було розміщено в навчальних корпусах, а для курсантів були побудовані казарми.

## Харківське вище авіаційно-інженерне військове училище (ХВАІВУ)
22 липня 1948 року, з авіаційно-технічного, училище було реформовано в вище авіаційно-інженерне військове училище (ХВАІВУ).

## Училище у складі РВСП
Після створення РВСП, деякі авіаційні училища в повному складі були переведені до складу цього новоствореного Виду Збройних Сил колишнього СРСР. Так сталося і з Харківським та Серпуховським військовими училищами, які увійшли до складу РВСП. Надалі військове училище було кілька разів реорганізоване з відповідним перейменуваннями, а саме:
- Харківське вище командно-інженерне училище (ХВКІУ) ім. Маршала Радянського Союзу Крилова М. І. (23.03.1972 — 18.04.1972);
- Харківське вище військове училище (ХВВУ) ім. Маршала Радянського Союзу Крилова М. І. (18.04.1972 — 08.05.1973);
- Харківське вище військове командне училище (ХВВКУ) ім. Маршала Радянського Союзу Крилова М. І. (08.05.1973 — 26.02.1982);
- Харківське вище військове командно-інженерне училище (ХВВКІУ) ім. Маршала Радянського Союзу Крилова М. І. (26.02.1982 — 20.07.1983);
- Харківське вище військове командно-інженерне училище Ракетних військ (ХВВКІУ РВ) ім. Маршала Радянського Союзу Крилова М. І. (20.07.1983 — 01.08.1993).

Поступово у Харківському вищому військовому командно-інженерному училищі було створено матеріально-технічну базу для підготовки офіцерів-ракетників. Училище заслужено користувався високим авторитетом у військах, випускники ХВВКІУ цінувалися у всіх частинах РВСН. Велику роль у становленні училища, як одного з провідних ВВНЗ РВСП, відіграв Головнокомандувач РВСП Маршал Радянського Союзу М. І. Крилов, після смерті якого училищу було присвоєно його ім'я. За час підготовки офіцерів-ракетників, зі стін училища вийшло понад 30 000 військових фахівців вищої кваліфікації.

## Навчальний процес
Слухачі і курсанти навчалися на 6 факультетах училища за всіма основними спеціальностями, затребуваними в РВСП: інженери-механіки, інженери-електрики, інженери-енергетики, фахівці з електроніки, систем дистанційного керування і контролю, радіо-технічного управління, автоматизованих систем управління та зв'язку, електронно-обчислювальної техніки та спеціального математичного забезпечення.
Училище відрізнялося сильним професорсько-викладацьким складом, представлених великою кількістю докторів і кандидатів наук. Кафедри і лабораторії ХВВКІУ були оснащені найсучаснішими на той час приладами, обладнанням, стендами і тренажерами. Училище володіло великою науково-технічною бібліотекою. Багато підручників і навчальних посібників були унікальними, вони розроблялися професорсько-викладацьким складом кафедр училища і користувалися великим попитом в інших споріднених ВВНЗ РВСН.
Загальноосвітні кафедри давали слухачам повноцінну вузівську підготовку. Розроблені на спеціалізованих кафедрах училища навчальні програми не поступалися відповідним програмам споріднених військово-інженерних академій. В училищі були створені і багато років успішно функціонували декілька спеціалізованих вчених рад з підготовки кандидатів і докторів наук, існувала власна школа наукових кадрів.
Велика кількість випускників училища згодом стала викладачами військових вузів, відомими вченими, а також старшими офіцерами, начальниками відділів та управлінь в об'єднаннях, з'єднаннях, главкоматі РВСП. Серед випускників Харківського училища — значна кількість командирів частин і з'єднань РВСП. Найбільш знамениті воєначальники — Головнокомандувач РВСП генерал армії В. М. Яковлєв (1997—2001) і Командувач РВСП генерал-лейтенант А. А. Швайченко (2009—2010).

## Начальники училища
- генерал-майор авіації Рябцев Віктор Іванович (1941—1942);
- генерал-лейтенант Хадеєв Степан Петрович (1942—1962);
- генерал-лейтенант Тихонов Василь Гаврилович (1962—1970);
- генерал-лейтенант Штанько Степан Федотович (1970—1981);
- генерал-лейтенант Урлін Ігор Борисович (1981—1990);
- генерал-лейтенант Толубко Володимир Борисович (1990—1999).

## Після розпаду СРСР

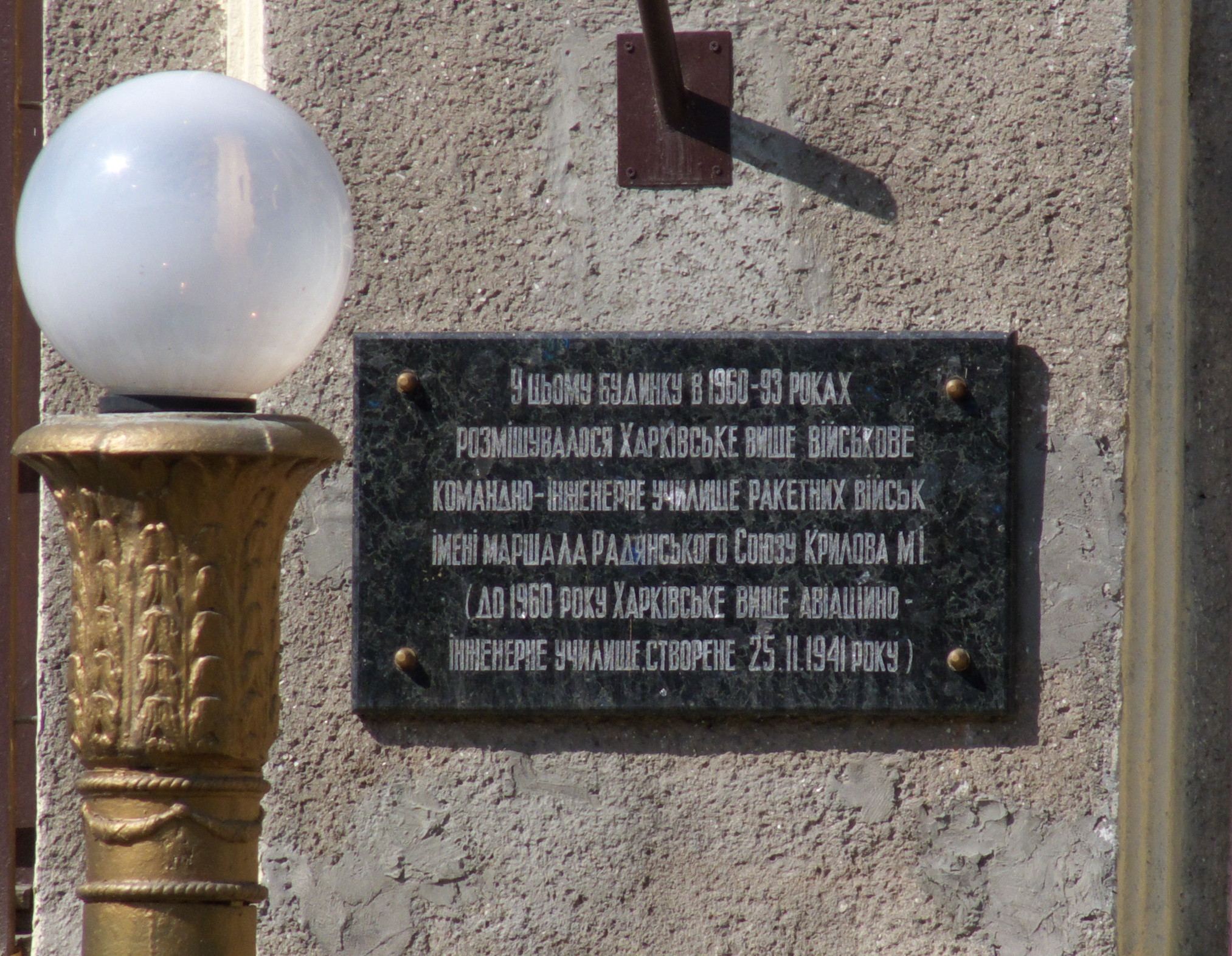
Пам'ятна табличка перед центральним входом

Після розпаду СРСР, у 1991 році, в Міністерстві оборони Росії і Главкоматі РВСП було прийнято рішення про переведення курсантів, викладачів та ряду підрозділів забезпечення Харківського училища в Академію ім. Ф. Е. Дзержинського, Серпуховське, Ростовське і Пермське ВВКІУ РВ. Деякі курсанти і багато викладачів прийняли рішення продовжувати службу в Збройних Силах України.
З 01.08.1993 року, ХВВКІУ РВ ім. Маршала Радянського Союзу Крилова М. І. в повному складі увійшло до Харківського національного університету Повітряних Сил.
На початку 90-х років частина навчальних корпусів (наприклад, курсантські гуртожитки) були продані або здані в оренду. У нових корпусах училища по вулиці Динамівській в м. Харкові з 2000 року розташовується Національний юридичний університет імені Ярослава Мудрого.

## Відомі випускники
- генерал-майор Глазков Юрій Миколайович (1962 рік) — радянський космонавт, Герой Радянського Союзу;
- генерал-лейтенант Ковальов А. П. — доктор технічних наук, професор, заслужений діяч науки РФ, у 2001—2006 рр. начальник ВКА ім. А. Ф. Можайського;
- генерал-майор Красносельський Вадим Миколайович (1993 рік) — молдовський сепаратист, Міністр внутрішніх справ самопроголошеної ПМР (з 2007), Президент невизнанної ПМР (з 2016);
- генерал-полковник Муравйов В. А.(1960 рік) — провідний науковий співробітник Військової академії ракетних військ стратегічного призначення ім. Петра Великого, заслужений військовий спеціаліст, член-кореспондент Академії проблем безпеки, оборони і правопорядку, голова Міжнародного союзу громадських об'єднань «Ветерани РВСН»;
- генерал армії Яковлєв В. Н. (1976 рік) — Головнокомандувач РВСП (1997—2001);
- генерал-лейтенант Швайченко А. А. (1975 рік) — Командувач РВСП (з 2009 року);
- генерал-лейтенант Квасніков А. Ю. (1979 рік);
- Андрій Деркач (1984 рік), доктор юридичних наук, народний депутат України III, IV, V, VI, VII, VIII, IX скликань[3];
- полковник В. А. Шумілкін (1981 рік) — у 2002—2006 рр. міський голова м. Харкова;
- В. П. Герасимов (1960 рік) — у 1991—1995 рр. голова адміністрації Курганської області (РФ);
- В. Н. Лих — мер м. Знаменська Астраханської області (РФ);
- В. Н. Солодов — мер м. Мирного Архангельської області (РФ).